# 爱福克斯
爱福克斯（iPhox）是一家自称提供网络接入和网络电话服务的皮包公司。该公司是2006年中国足球超级联赛的冠名赞助商，声称赞助金额达6000万元人民币。但是直至2008年该公司从中国蒸发，仍有超过5400万人民币赞助欠款并未支付。而中国足协当事人南勇也因涉嫌商业贿赂在2009-2010年的足坛打黑风暴中落马。南勇还曾数次阻止足协采取法律手段索回赞助款。